# NGC 3801
NGC 3801 (другие обозначения — UGC 6635, MCG 3-30-40, ZWG 97.51, PGC 36200) — линзообразная галактика (S0) в созвездии Лев.
Этот объект входит в число перечисленных в оригинальной редакции «Нового общего каталога».
Галактика NGC 3801 входит в состав группы галактик NGC 3800. Помимо NGC 3801 в группу также входят ещё 15 галактик.
В ядре галактики присутствует радиоисточник, имеющий плоский миллиметровый волновой спектр.